# واترلو (فیلم ۱۹۷۰)
واترلو (روسی: Ватерлоо) فیلمی است به کارگردانی سرگئی باندارچوک که در سال ۱۹۷۰ منتشر شد.

## بازیگران
- راد استایگر
- کریستوفر پلامر
- اورسن ولز
- جک هاوکینز
- ویرجینیا مکنا
- دن اوهرلیهی
- مایکل وایلدینگ
- روپرت دیویس
- جان ساویدنت
- فرانکو فانتازیا
- ترنس الکساندر
- یوگنی سامویلوف
- ریشارد باچیارلی